# Phoradendron falconense
Phoradendron falconense är en sandelträdsväxtart som beskrevs av C.T. Rizzini. Phoradendron falconense ingår i släktet Phoradendron och familjen sandelträdsväxter. Inga underarter finns listade i Catalogue of Life.